# Pales festiva
Pales festiva là một loài ruồi trong họ Tachinidae.